# Tăuții de Sus, Maramureș
Tăuții de Sus (în maghiară Giródtótfalu, colocvial Tótfalu, în trad. "Satul slovac") este o localitate componentă a orașului Baia Sprie din județul Maramureș, Transilvania, România.

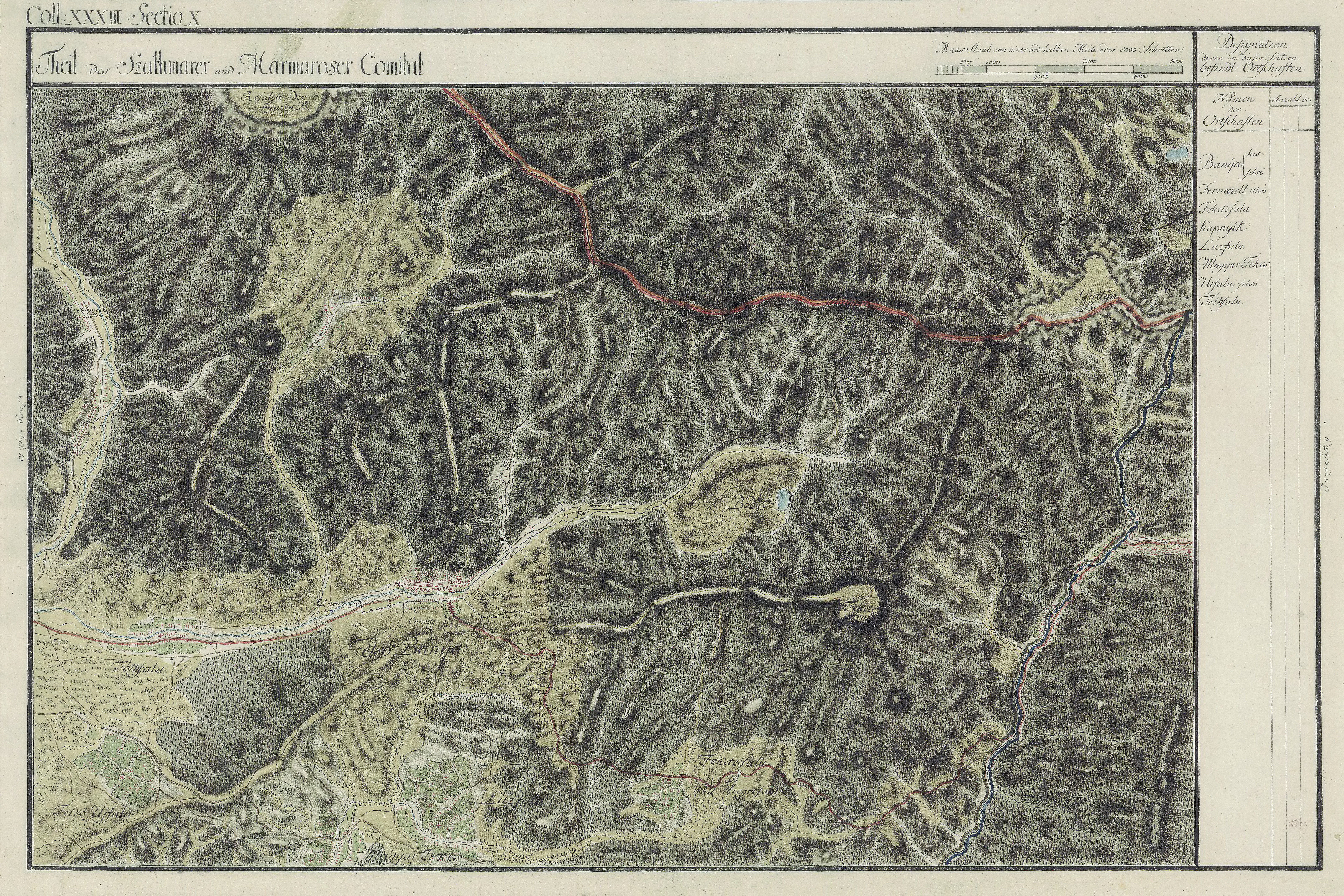
Tăuții de Sus în Harta Iosefină a Comitatului Sătmar, 1782-85

## Etimologie
Etimologia numelui localității: Din Tăuți (< subst. tăut < magh. Tóth „slovac" + desinența de pl. -i) + determinantul de Sus. 

## Scurt istoric
Numele vechi a localității este Tăuții lui Gerod.
Tăuții de Sus este o localitate așezată de-a lungul drumului ce leagă orașele Baia Mare și Baia Sprie, așezare atipică în raport cu toate satele învecinate.
Atestată documentar din anul 1336, cu numele Totfalu, localitatea Tăuții de Sus de astăzi, a existat cu siguranță cu mult înainte de această dată. După alte surse, prima atestare datează din 1400 (Tothfalu alio nomine Gerod).  Datorită așezării sale, ea a căpătat de la început un rol însemnat în securizarea drumului pe care circulau importante valori ale coroanei crăiești și tot datorită acestui fapt a fost constrânsă să se dezvolte numai pe lângă drum, primind în schimb mai multe privilegii.
A fost sub stăpânirea mai multor familii de nobili maghiari, iar de la sfârșitul secolului al XVI-lea sub cea a călugărilor minoriți.

## Populația
În 1836 erau 480 locuitori: 386 români și 93 maghiari
În  1910 erau 976 locuitori: 759 români, 167 maghiari,  46 țigani
În 2002 erau 3491 locuitori: 2777 români, 375 maghiari, 305 romi
În anii industrializării socialiste dinamica creșterii populației a cunoscut un ritm accelerat, ajungând să fie de 4 ori mai mare decât la începutul secolului.
La recensământul din 2011, populația era de 3.093 locuitori. 
Structura populatiei pe religii
| Anul            | 1836 | 1900 | 1910 | 1936 | 2002 | 2012 |
| Ortodocși       |      |      |      |      | 2601 |      |
| Greco-catolici  | 386  | 693  | 809  | 910  | 106  |      |
| Romano-catolici | 93   | 85   | 120  | 70   | 191  |      |
| Reformați       |      |      |      | 6    | 180  |      |
| Pocăiți         |      |      |      | 5    | 269  |      |
| Evrei           |      | 17   | 31   | 26   |      |      |

## Lăcașe de cult

### Biserica „Sfinții Apostoli Petru și Pavel”

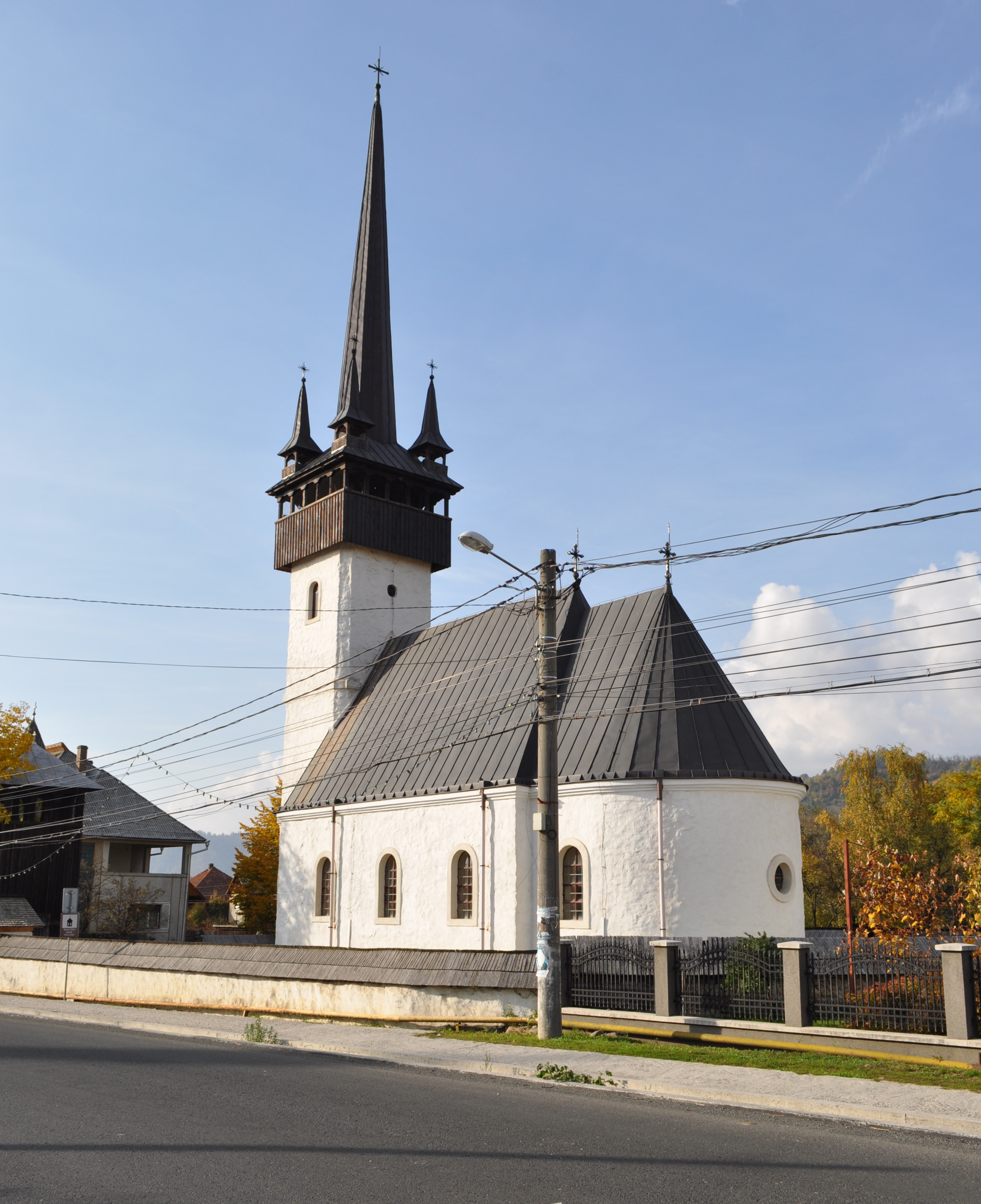
Biserica cu hramul „Sfinții Apostoli Petru si Pavel” din Tăuții de Sus (monument istoric)

Construită în anul 1779, de către cele abia 40 familii de iobagi, biserica actuală din piatră, atestată de pisania de pe frontispiciul turnului deasupra ușii de intrare, și anume: 
 „ACEASTA BISERICA NOA…(D) IN LOC A RUMINILOCRU(d) TEUTII DE SUSU, PUTERE…Ș(I) P(e) CHELTUIALA (1) SAU ZIDITU, SA FIE CASA DE RUGACIUNE. ANU D (omnului) 1779 iulie 15„.
Biserica este amplasată lângă șoseaua națională Baia Mare-Sighet, fiind împrejmuită cu un gard din piatră care datează din anul 1806, ceea ce atestă cifrele înscrise pe una din pietrele zidului, acoperit cu șindrilă.
În antreul bisericii este o inscripție pictată în anul 1960 cu ocazia picturii bizantine executată de pictorul autorizat Pascu Vasile din Focșani.
Sanctuarul începe cu un arc, apoi urmează boltitura în semicupolă, ferestrele având boltituri care se întrepătrund.
Altarul este despărțit de navă printr-un iconostas sculptat în lemn de tei de către profesorul Toth din Baia Mare, iar iconografia în același an 1970, de către Pop Ioan din comuna Groși.
Înainte de acesta a existat un iconostas din lemn de tei cu icoane pictate pe lemn, dar fiind distrus de carii, a fost predat cu proces verbal Muzeului Județean în anul 1974, reținând drept amintire icoane care reprezintă Sfânta Treime pe dosul căreia este următoarea însemnare: „Făcută pe cheltuiala lui Fluieraș Istrate cu soția Dotye și cu familia Domniei sale Aximie și Parasca cu Maria, ca să le fie de pomenire veșnică. Anul Domnului 1802.”
Turnul înalt de peste 38 m domină așezarea, iar în jurul coifului îl împodobesc cele 4 turnulețe în stil maramureșan.
Până în anul 1971 pardoseala era din cherestea de stejar, când a fost schimbată cu alta din mozaic.
Aceasta fiind una din cele mai frumoase biserici din piatră, cu mare vechime și arhitectură excepțională, a fost înscrisă în lista monumentelor istorice în anul 1971.
Între anii 2003-2007 s-au efectuat ample lucrări de reparații capitale, înlocuindu-se acoperișul care a fost placat cu tablă de cupru și refăcîndu-se integral gardul de împrejmuire.
Bisericuța a fost târnosită după refacerea picturii interioare, în anul 1964, iunie ziua 22, de către Episcopul Valerian Zaharia al Oradei.
Încă de la construcția sa biserica a aparținut religiei greco-catolice, până în 1948, când, după reforma bisericească a devenit biserică ortodoxă.

### Biserica „Tăierea capului Sfântului Ioan Botezătorul”

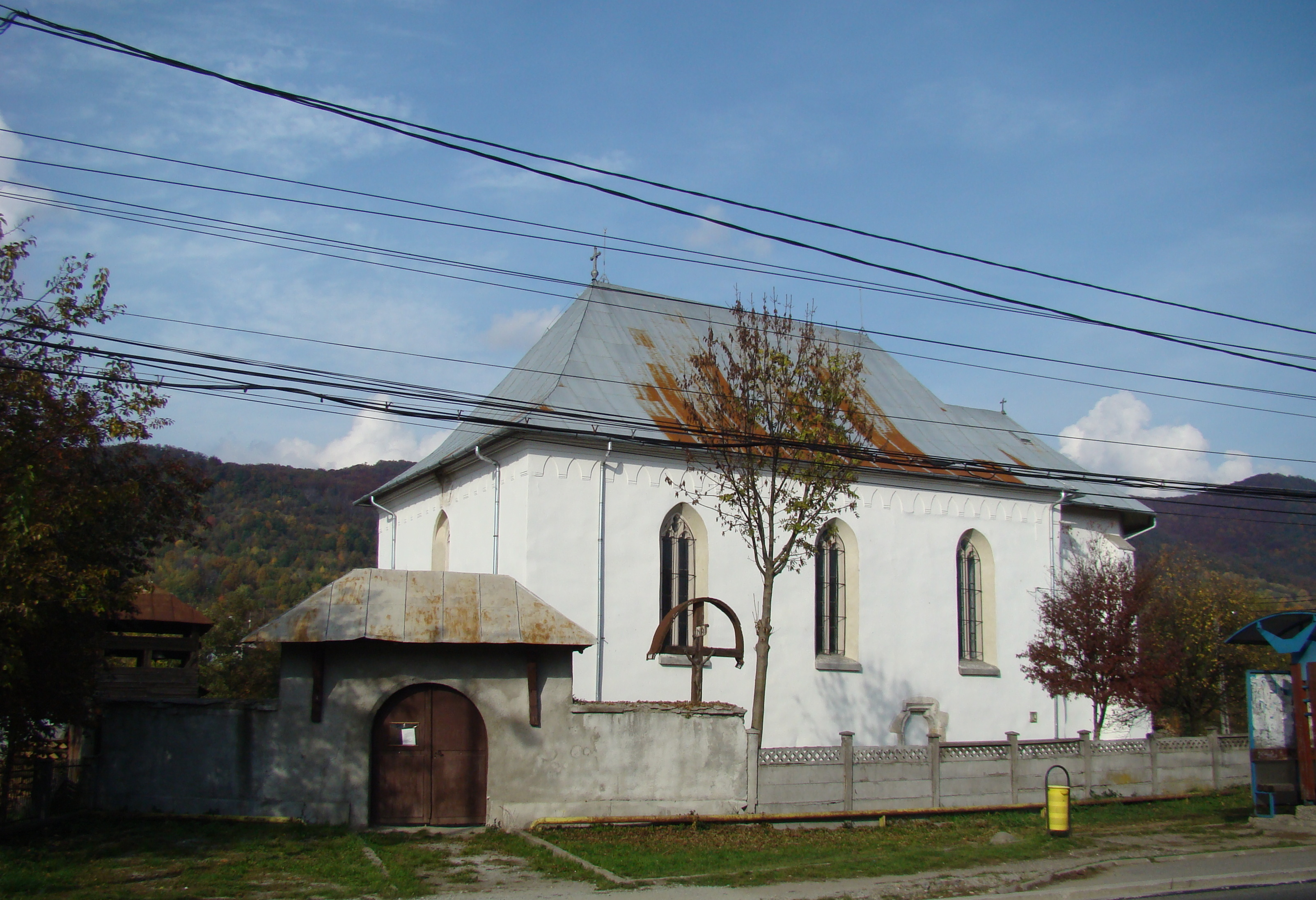
Biserica romano catolică „Tăierea Capului Sf. Ioan" din Tăuții de Sus (monument istoric)

Acest lăcaș de cult a fost construit în diferite etape succesive, amplasamentul său constituind în evul mediu nucleul central al localității. Partea estică a navei și altarul au fost construite la începutul secolului al XV-lea, în a doua jumătate a aceluiași secol a fost realizată extinderea navei cu aproximativ 5,5 metri pe direcția vestică. Sacristia a fost construită în secolul al XVIII-lea. Clădirea bisericii este formată dintr-o navă de plan dreptunghiular, un altar cu închidere poligonală, trei laturi ale unui octogon și o sacristie realizată ulterior, alipită laturii nordice a altarului. Tavanul, după prăbușirea bolții, este realizat din grinzi de lemn și scânduri. Fațada sudică a navei este penetrată de trei ferestre gotice realizate din piatră, iar pereții corului de trei ferestre gotice, dintre care cea situată în axul bisericii este zidită. De-a lungul timpului, a slujit drept lăcaș de cult mai multor confesiuni: calvinilor, care se pare au construit-o, călugărilor minoriți, protestanților și în prezent romano-catolicilor.

### Biserica „Dumineca Tuturor Sfinților”
Biserica ortodoxă nouă, a cărei  piatră de temelie a fost sfințită de către I.P.S. Arhiepiscop Justinian în data de 12 august 1990, este o construcție monumentală, în stilul neobizantin ortodox românesc, realizată din beton armat și ziduri de cărămidă. Nava bisericii, în formă de cruce greacă alungită, orientată pe direcția nord-sud, se termină cu o absidă dreptunghiulară și are tavanul sub formă de boltă semicilindrică.
Deasupra naosului, în zona de intersecție a brațelor crucii, o cupolă emisferică, ridicată pe un tambur cu ferestre alungite, simbolizează bolta cerească.
Spre nord, pronaosul se termină cu o tindă (un pridvor) generos deasupra căruia se înalță turnul-clopotniță, încadrat de două turnulețe.

## Monumente istorice
- Biserica romano-catolică „Tăierea capului Sf. Ioan” (sec. XIV);
- Biserica de piatră „Sf. Apostoli Petru și Pavel” (1773).

## Personalități locale
- Alexandru Duma (1887-1916), pictor, colonist la vestita ”Școală de pictură de la Baia Mare”
- Dezideriu Duma (1906-1988) medic, neurolog, șef al Clinicii de Neurologie din Cluj Napoca între anii 1955-1971, profesor universitar , membru corespondent al Academiei de Științe Medicale din România și președinte al Secției de Neurologie și Neurochirurgie din cadrul USSM, filiala Cluj.
- Grațian Porumb (1913-2004), profesor universitar de Drept procesual civil, Facultatea de Drept, Universitatea din Cluj, șef de catedră, prodecan și decan al Facultății de Drept; profesor consultant și conducător de doctorat.
- Adrian Chiuzbăian (1929-2015) tenor și sculptor. Prim solist al Operei din Roma, a evoluat pe toate marile scene lirice ale lumii, din America până în Australia
- Anton Pop (n. 1942), prefect al jud. Maramureș (august 1990 - ianuarie 1991).

## Monumente ale naturii

### Arboretul de castan comestibil
Acoperind 270 ha, pădurile de castani (Castanea sativa) de la Baia Mare (cca 120 ha între hotarele localității Tăuții de Sus), formează cea mai mare suprafață împădurită cu această specie din România, și arealul aflat la cea mai nordică latitudine din Europa. Vârsta arborilor depășește frecvent 200 de ani. Existența acestui arbore în jurul orașului Baia Mare este amintită pentru prima oară într-un document din 1642, iar într-o hartă din 1892 se vede că arboretele ocupa suprafețe mult mai întinse. În prezent, la noi, castanul comestibil este considerat o specie naturală. Unele arborete au vârsta de peste 150 de ani și dimensiuni considerabile (22 m înălțime și 60 cm diametru).
De obicei, în arboretele bătrâne, întâlnim frecvent exemplare de peste 70 de ani, ceea ce conferă pădurii un aspect virgin, având mai multe etaje de vegetație. Dintre cele 6 stațiuni din rezervația de la Baia Mare, cele mai frumoase exemplare, cu o înălțime de 22 m, un diametru al coroanei de 15 m și o circumferință a tulpinii, la 1 m de la sol, de 8 m și având o vârstă care depășește 500 de ani, se află la Tăuții de Sus.

### Câmpurile de ghiocei (Galanthus nivalis) și lușcuțe (Leucojum vernum)
În Tăuții de Sus sunt trei locuri unde, în flora spontană, cresc în câmpuri compacte, florile gingașe ale primăverii. Pe dealul “Rădăcinosu”, în partea de nord-est a localității crește ghiocelul, iar lușcuțele cresc în pădurea satului, din sud-estul localității, și într-o poiană mlăștinoasă de la poalele dealului “Hosodor”, în partea de nord-vest.

## Imagini

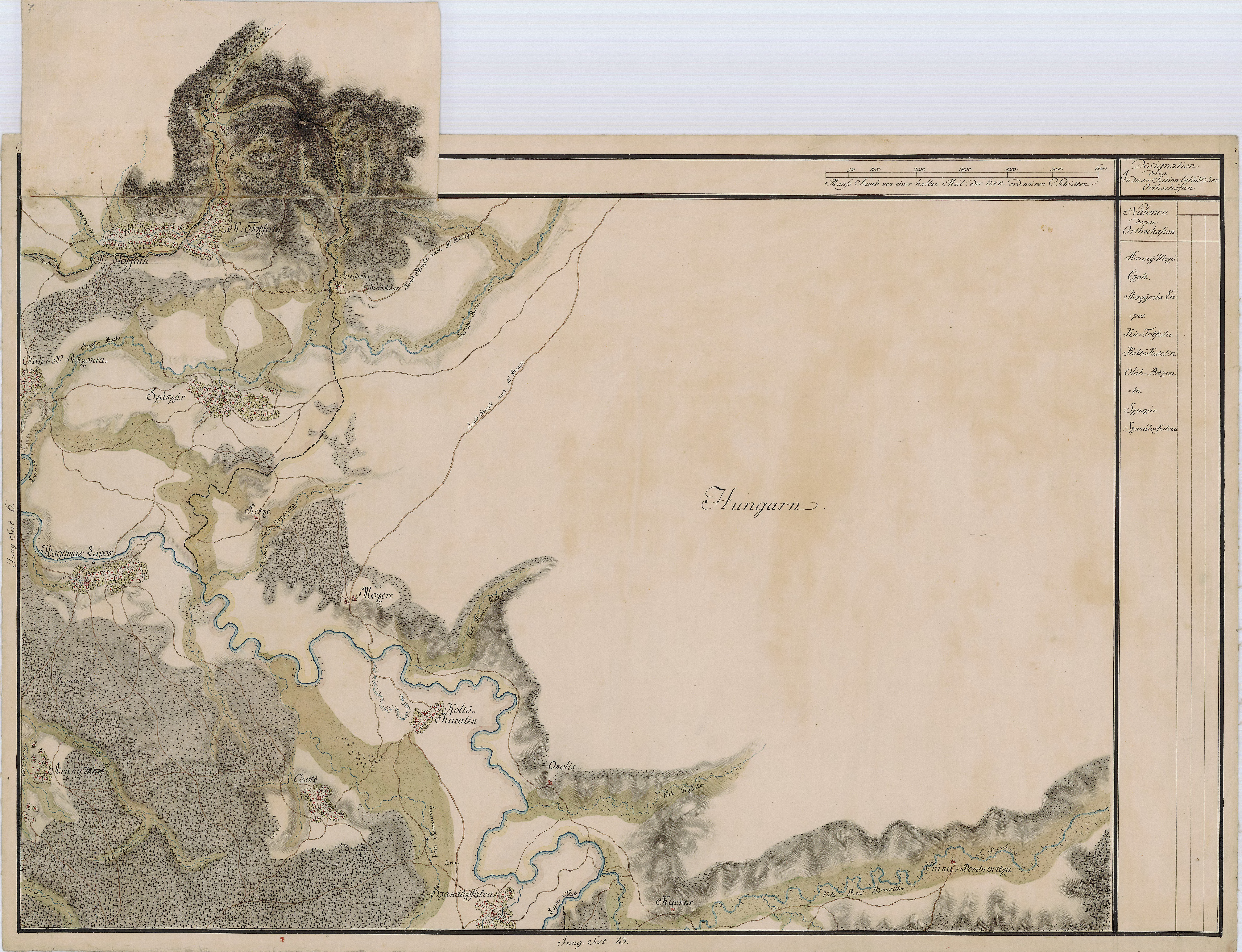
Tăuții de Sus în Harta Iosefină a Transilvaniei
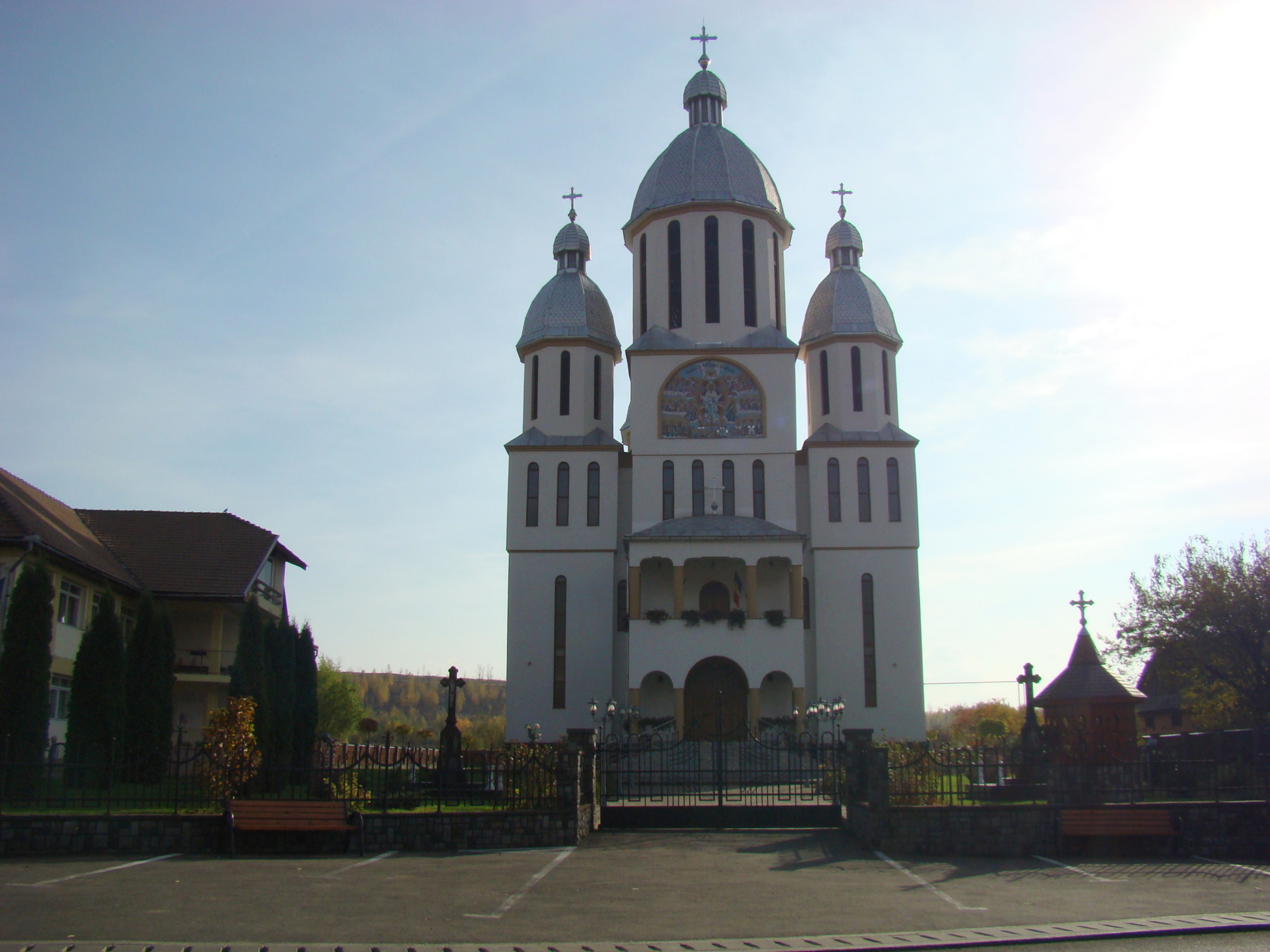
Biserica ortodoxă cu hramul „Dumineca Tuturor Sfinților”
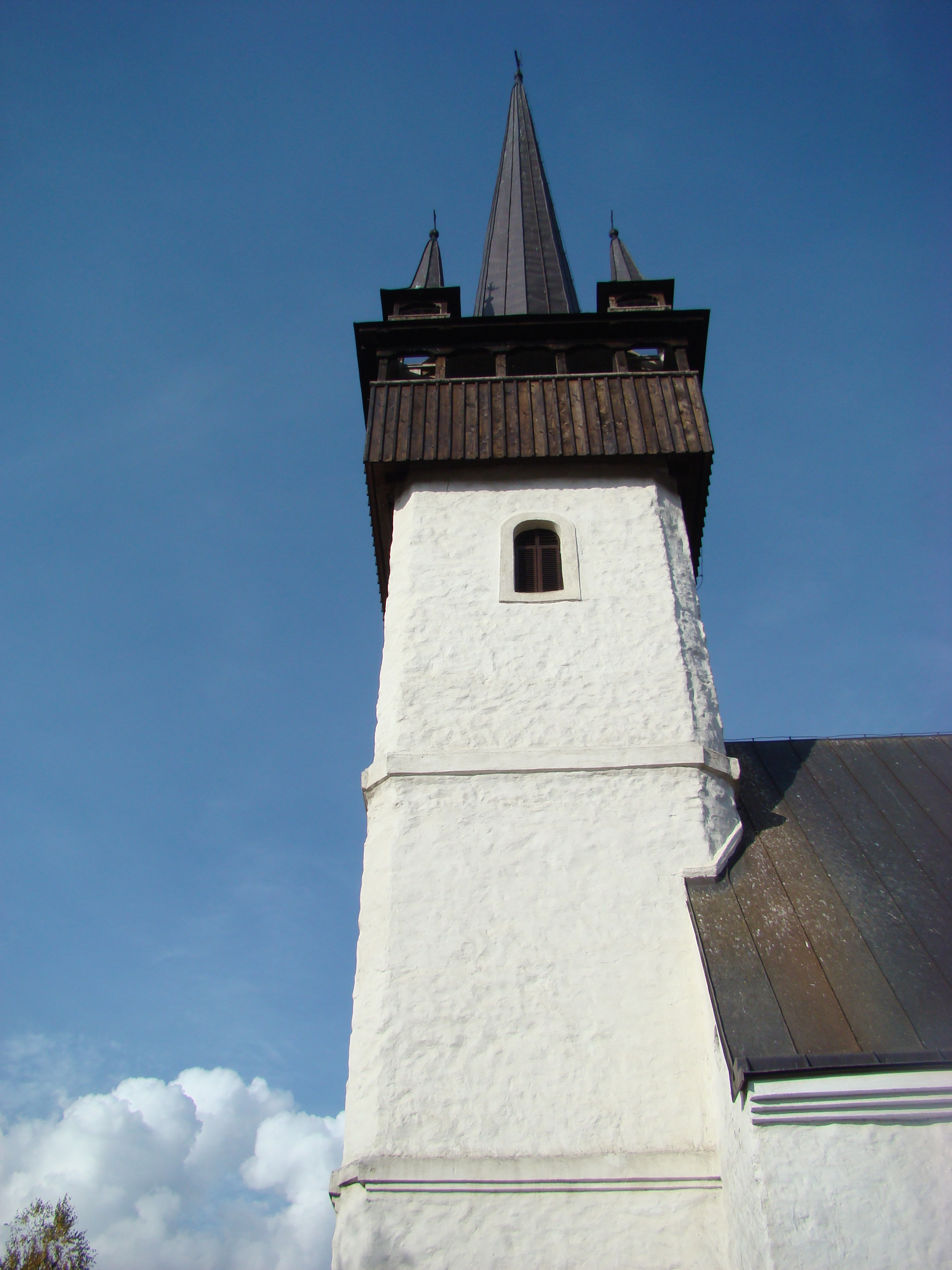
Turnul bisericii „Sfinții Apostoli Petru si Pavel”
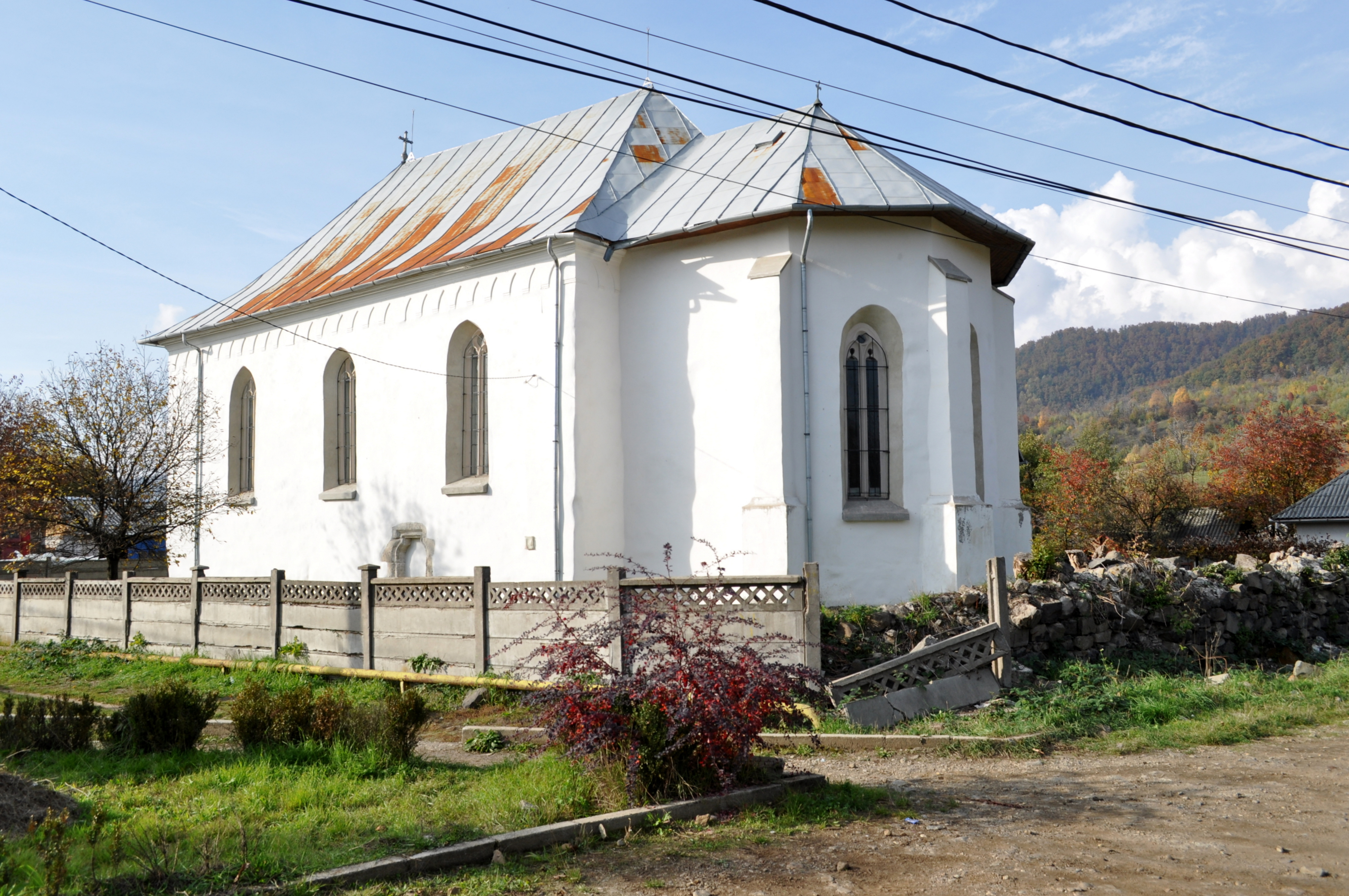
Biserica romano-catolică
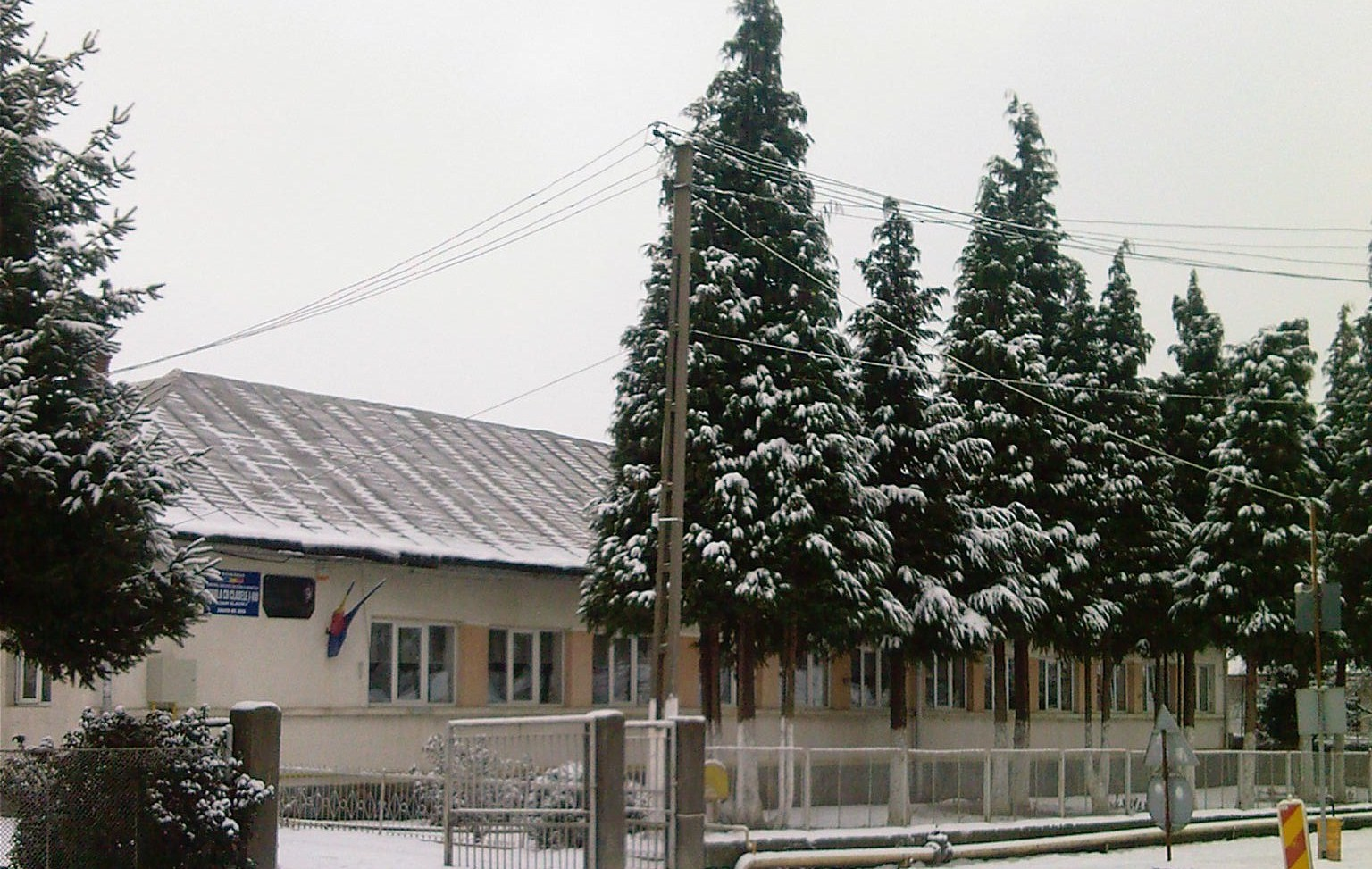
Școala Gimnazială „Ioan Slavici”
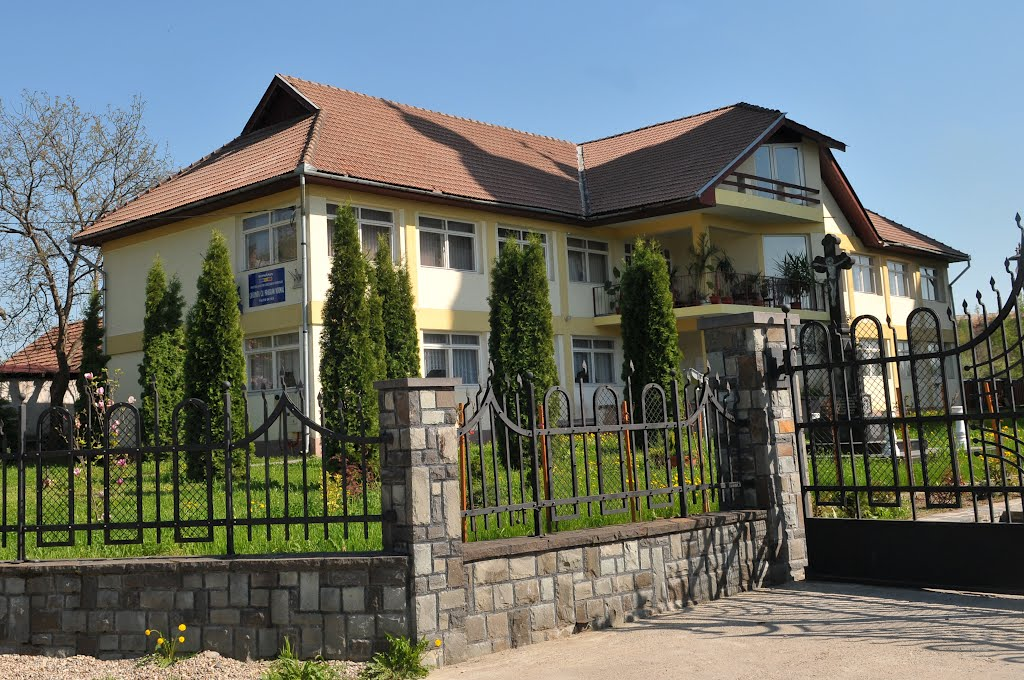
Grădinița din Tăuții de Sus